# Caron (plaats)
Caron is een plaats in de regio Mid West in West-Australië.

## Geschiedenis
John Forrest verkende de streek in 1869.
In 1895 werden de 'Carun Springs' voor het eerst op plannen vermeld. Tussen 1907 en 1955 werden ze verkeerdelijk 'Caron Springs' gespeld. In 1913 werd de spoorweg tussen Wongan Hills en Mullewa aangelegd. Het spoorwegstation Caron, 26 kilometer ten oosten van de waterbronnen, was een belangrijk station door de aanwezigheid van water. In 1915 werd de 'Caron Dam' er aangelegd.
In 1921 werd het dorpje Caron officieel gesticht en naar het nabijgelegen gelijknamige spoorwegstation vernoemd. De naam is Aborigines van oorsprong. Het zou van het woord Coron, dat in bisschop Salvados woordenboek uit 1851 voorkomt, zijn afgeleid. Coron betekent hagel of hagelstenen.
In maart 1925 werd een schoolgebouw van 'Bilya Rock' naar Caron verhuisd. Tegen eind 1925 liepen er 22 leerlingen school. Begin jaren 1930 bleef het aantal inwoners onder de 50. In 1936 werd bij het spoorwegstation een rustlokaal met een bar gebouwd, waar het treinpersoneel uitrustte. Tegen 1940 telde Caron 94 inwoners en in 1949 telde het dorp 147 inwoners. De bar en het rustlokaal brandden in 1949 af. Van het dorp blijft enkel nog het huis van de schoolmeester, de steenkoolsilo, de spoorwegdam en het fundament van een grote watertank over.

## Beschrijving
Caron maakt deel uit van het lokale bestuursgebied (LGA) Shire of Perenjori, een landbouwdistrict waarvan Perenjori de hoofdplaats is.
De 'Caron Dam Walk Trail' is een wandeling van het voormalige spoorwegstation waar de houten steenkoolsilo nog te bekijken is, naar de spoorwegdam waar nog een oude pompinstallatie staat. Onderweg kan men inheemse orchideeën waarnemen.

## Ligging
Caron ligt 326 kilometer ten noordnoordoosten van de West-Australische hoofdstad Perth, 230 kilometer ten zuidoosten van Geraldton en 26 kilometer ten zuiden van Perenjori.
De spoorweg die langs Caron loopt maakt deel uit van het goederenspoorwegnetwerk van Arc Infrastructure.